# هنرمندان برای آرتساخ
هنرمندان برای آرتساخ (انگلیسی: Artists for Artsakh) یک صندوق خلاقانه برای فیلمسازان، عکاسان، نویسندگان و هنرمندان می‌باشد که آثاری را برای جلب توجه به موضوع آرتساخ و مردم آن خلق می‌نمایند.

## فهرست داوطلبان
- تیگران هاماسیان
- سرژ تانکیان
- سیبو
- تام مورلو
- گلشیفته فراهانی
- آرا مالیکیان ft. en:Serouj Kradjia
- رودریگو آمارانته
- ملودی گاردو
- آر-مین
- ظافر یوسف
- سه‌نوازی جبران
- بشار مار-خلیفه[الف]
- آنا کووا
- ویگن آرمن[ب]
- دریک شرینیان
- بن وندل
- سرژ آویدیکیان
- تاتیانا اسپیاکووا[پ]
- گیوم پره
- توسین عباسی
- اس‌دابلیوآی‌ام‌اس
- آرتیوم مانوکیان[ت]
- سیه‌گو ماتسوناگا[ث]
- میکائیل ووسکانیان[ج]
- آردو تونجبویاجیان
- ناتالی آرویان ft. آلکس ساهاکیان[چ]
- صداهای آرتساخ[ح]
- آرنی آقبابیان[خ]
- آستغیک مارتیروسیان[د]

## یادداشت
1. ↑  Bachar Mar-Khalifé
2. ↑  Vicken Armen
3. ↑  Tatiana Spivakova
4. ↑  Artyom Manukyan
5. ↑  Seigo Matsunaga
6. ↑  Miqayel Voskanyan
7. ↑  Alex Sahagian
8. ↑  Voices of Artsakh
9. ↑  Areni Agbabian
10. ↑  Astghik Martirosyan